# 金魚すくいと花火大会
「金魚すくいと花火大会」（きんぎょすくいとはなびたいかい）は、THE ポッシボーの5枚目のシングル。THE ポッシボー featuring 岡田ロビン翔子・後藤夕貴名義で2007年6月13日にGOOD FACTORY RECORDSから発売された。

## 解説
- THE ポッシボーfeaturing 秋山ゆりか・橋本愛奈名義のシングル「夏のトロピカル娘。」と同時リリースされた。
- 2007年7月11日にシングルVが発売された。

## 収録曲
1. 金魚すくいと花火大会 / THE ポッシボー featuring 岡田ロビン翔子・後藤夕貴
作詞・作曲：つんく、編曲：高橋諭一
2. GOOD NIGHT SONG / THE ポッシボー
作詞・作曲：つんく、編曲：小倉健二
3. 金魚すくいと花火大会（Instrumental）
4. GOOD NIGHT SONG（Instrumental）

## シングルV
2007年7月11日に発売された、上記作品のシングルDVD。

### 収録曲
1. 金魚すくいと花火大会（Music Video）
2. 金魚すくいと花火大会（Dance ver.）
3. メイキング映像
4. 金魚すくいと花火大会（歌詞あり）

## タイアップ
- テレビ埼玉「HOLLY×2☆POP☆TV＋」8月エンディングテーマ